# Sinraptor
Sinraptor ist eine Gattung zweibeinig laufender (bipeder) Dinosaurier aus der Gruppe der Carnosaurier. 

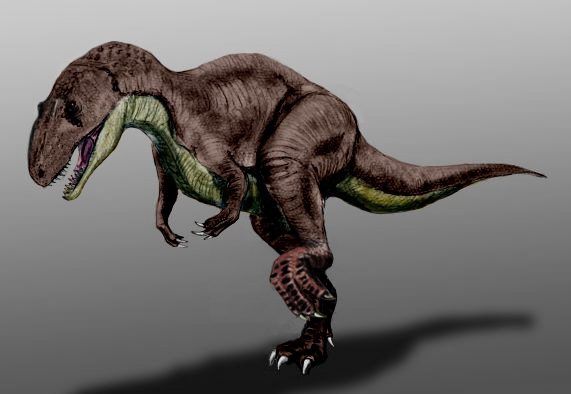
Lebendrekonstruktion von Sinraptor

Es werden zwei Arten unterschieden: Die Art Sinraptor dongi wurde 1993 in der Shishugou-Formation aus dem Oberjura Chinas gefunden. 
Dem bisher einzigen gefundenen Skelett fehlen Großteile von Schwanz und Armen, der Rest ist nahezu vollständig und gut erhalten. Sinraptor hepingensis, fälschlicherweise 1992 als Yangchuanosaurus hepingensis beschrieben, stammt aus dem oberen Jura von Shangshaximiao. Sinraptor steht der Gattung Yangchuanosaurus sehr nahe, sie bilden zusammen die Familie Sinraptoridae.
Sinraptor dongi erreichte eine Körperlänge von 7,2 Metern, Sinraptor hepingensis wurde wohl 8,5 Meter lang. Das Gewicht wird für S. dongi mit etwa einer Tonne, für Sinraptor hepingensis mit 2,3 Tonnen angegeben. Der Körperbau von Sinraptor ähnelte dem verwandten Allosaurus: Er hatte drei Finger an jeder Hand und vier Zehen inklusive des kleinen, nicht in Bodenkontakt tretenden Hallux. Sein Schwanz war versteift und diente wohl zum Halten der Balance. Aus dem Bau seiner Zähne lässt sich schließen, dass er Fleischfresser war.